# Distrikt Sarín
Der Distrikt Sarín liegt in der Provinz Sánchez Carrión in der Region La Libertad in West-Peru. Der Distrikt wurde am 3. November 1900 gegründet. Er hat eine Fläche von 335 km². Beim Zensus 2017 wurden 9156 Einwohner gezählt. Im Jahr 1993 lag die Einwohnerzahl bei 7831, im Jahr 2007 bei 8181. Verwaltungssitz des Distriktes ist die 2792 m hoch gelegene Ortschaft Sarín mit 1050 Einwohnern (Stand 2017). Sarín liegt 19 km südöstlich der Provinzhauptstadt Huamachuco.

## Geographische Lage
Der Distrikt Sarín liegt an der Ostflanke der peruanischen Westkordillere im zentralen Süden der Provinz Sánchez Carrión. Die maximale Längsausdehnung in Ost-West-Richtung beträgt 34 km. Das Areal wird größtenteils vom Río Chusgón, einem Nebenfluss des Río Marañón, nach Norden entwässert. Lediglich der äußerste Südosten wird über den Río San Sebastian nach Osten zum Río Marañón entwässert.
Der Distrikt Sarín grenzt im Süden an den Distrikt Sitabamba, im Südwesten an den Distrikt Cachicadán (beide in der Provinz Santiago de Chuco), im Westen an den Distrikt Huamachuco, im Nordwesten an den Distrikt Curgos sowie im Nordosten an den Distrikt Chugay.

## Ortschaften
Neben dem Hauptort Sarín gibt es folgende größere Ortschaften im Distrikt:
- Cerpaquino (534 Einwohner)
- Cochas (382 Einwohner)
- Hualay (411 Einwohner)
- Mumalquita (430 Einwohner)
- Munmalca (523 Einwohner)
- Poc Poc (418 Einwohner)